# Entangled history
Entangled history ist neben der Transfergeschichte, der histoire croisée, der connected history etc., ein weiteres Konzept der transkulturellen Beziehungsgeschichte. Es geht zurück auf Sidney Wilfred Mintz und seine Geschichte des Zuckers und wurde im deutschsprachigen Raum durch Shalini Randeria und Sebastian Conrad verbreitet. Mit diesem Ansatz solle das bisher dominierende Konzept einer 'geteilten' Geschichte in Frage gestellt werden und stattdessen die Verbindungen und die Austauschbeziehungen zwischen den verschiedenen Weltregionen in den Mittelpunkt gestellt werden. 
Ähnlich wie die Transfergeschichte (Michel Espagne) und die histoire croisée (Werner/Zimmermann) kritisiert sie den Vergleich, geht aber weiter als beide, da sie die Verflechtung bzw. das entanglement weit entfernterer Einheiten wie Japan und Deutschland untersucht. Darüber hinaus betonen die Vertreter der entangled history, dass Transferprozesse nicht nur von kolonisierenden Ländern in die kolonisierten stattfanden, sondern auch von den Kolonien in die Mutterländer. Als deutschsprachiger Begriff ist neben entangled history auch Verflechtungsgeschichte in Gebrauch.